# Дуглас Бут

Ду́глас Джон Бут (англ. Douglas John Booth, нар. 9 липня 1992 року, Лондон, Велика Британія) — англійський актор, відомий  за фільмами «Хвилюючись за Боя», «Ромео і Джульєтта», «Ной», «Піднесення Юпітер», «Клуб бунтівників». Брав участь у кількох рекламних кампаніях британського бренду  «Burberry», в тому числі із  Еммою Вотсон.

## Біографія

### Ранні роки
Дуглас Джон Бут народився в Лондоні, Англія в сім'ї художниці Вів'єн  (англ. Vivien (уроджена De Cala) і фінансового консультанта Саймона Бута (англ. Simon Booth), який раніше був управляючим директором підрозділів CitiGroup та Deutsche Bank. Батько Бута є англійцем, а мати —  іспанського та голландського походження. Його старша сестра, Ебігейл, є випусницею Школи мистецтв Челсі при Коледжі мистецтв у Челсі. Дуглас зростав у передмісті Лондона Гринвічі, але в 10 років переїхав у місто Севенокс, графство Кент. В основному отримував приватну освіту, відвідуючи  такі навчальні заклади, як  Solefield School, Bennett Memorial Diocesan School та  Lingfield Notre Dame School.
Бут серйозно страждав на дислексію і  зазначав, що йому було  "дуже важко" читати та писати у віці до 10 років; він був "справді повільним читачем". У школі йому доводилось докладати подвійних чи потрійних зусиль, порівняно з іншими дітьми, але це зробило його "витривалішим у всіх сенсах". У дитинстві він грав на трубі. Інтерес до драми в Дугласа виник у 12 років після участі у шкільній п'єсі Agamemnon: "Я зрозумів, що відчуваю себе справді зацікавленим як для першого разу... Мені скоріш за все подобається бути в центрі уваги. Це є те, де я хочу бути.'" До тринадцяти років він вже був пов'язаний з Національним молодіжним театром та  Guildhall School of Music and Drama. У п'ятнадцять Бут вступив до театральної агенції Curtis Brown. Свою першу професійну роль зіграв у віці шістнадцяти років і тоді ж закінчив рівень "AS" у вивченні  драми, медіа та англійської літератури.

### Кар'єра
Першу пофесійну роль Дуглас Бут зіграв у 2009 році в дитячому пригодницькому фільмі «Час від часу». Потім була другорядна роль булонського графа Євстахія IV в мінісеріалі  «Стовпи Землі», що знімався в  Будапешті за участю Яна Макшейна та Дональда Сазерленда. Також в 2009 і 2010  роках брав участь у зйомках знаменитого фотографа Маріо Тестіно для рекламних кампаній розкішного бренду «Burberry»; знявся в  кампанії «Осінь-2009» з Еммою Вотсон, «Осінь-2010» з Роузі Гантінгтон-Вайтлі , і в рекламі аромату «Burberry Sport» із Лілі Дональдсон.

### Особисте життя
Бут разом зі  своєю сестрою Ебі знімає квартиру в південному районі Лондона Бермондсі (Bermondsey).

## Фільмографія
| Рік  | Назва                              | Оригінальна назва               | Роль                                       | Примітки                           |
| ---- | ---------------------------------- | ------------------------------- | ------------------------------------------ | ---------------------------------- |
| 2009 | Час від часу                       | From Time to Time               | Сефтон (англ. Sefton)                      | Пригодницький фільм                |
| 2010 | Хвилюючись за Боя                  | Worried About the Boy           | Бой Джордж (англ. Boy George)              | Біографічний фільм                 |
| 2010 | Стовпи Землі                       | The Pillars of the Earth        | Євстахій (Юстас, англ. Eustace) в 15 років | Міні-телесеріал                    |
| 2011 | Крістофер і йому подібні           | Christopher and His Kind        | Хайнц Неддермаєр (нім. Heinz Neddermayer)  | Біографічний фільм                 |
| 2011 | Великі надії                       | Great Expectations              | Піп (англ. Philip "Pip" Pirrip)            | Міні-телесеріал                    |
| 2012 | Літо. Однокласники. Любов          | LOL                             | Кайл (англ. Kyle)                          | Римейк, кінокомедія                |
| 2012 | В любові з Діккенсом               | In Love with Dickens            | Хем (англ. Ham)                            | Документальний фільм               |
| 2013 | Ромео і Джульєтта                  | Romeo and Juliet                | Ромео Монтеккі (англ. Romeo Montague       | Драма                              |
| 2014 | Ной                                | Noah                            | Сим (англ.Shem)                            | Біблійний епічний фільм-катастрофа |
| 2014 | Клуб бунтівників                   | The Riot Club                   | Гаррі Вілльєрс (англ. Harry Villiers)      | Триллер                            |
| 2014 | Географія нещасного серця          | Geography of the Hapless Heart  | Шон (англ. Sean)                           | Драма                              |
| 2015 | Піднесення Юпітер                  | Jupiter Ascending               | Тітус (англ. Titus)                        | Пост-продакшн                      |
| 2015 | Гордість, упередження і зомбі      | Pride and Prejudice and Zombies | Чарльз Бінглі                              | Трилер,екшн                        |
| 2015 | І нікого не стало                  | And Then There Were None        | Ентоні Марстон                             |                                    |
| 2016 | Голем Лаймхаузу                    | The Limehouse Golem             | Дан Лено                                   | трилер, детектив                   |
| 2017 | З любов'ю, Вінсент                 | Loving Vincent                  | Арман Рулен                                | драма, детектив                    |
| 2017 | Мері Шеллі та монстр Франкенштейна | Mary Shelley                    | Percy Bysshe                               | драма, романтичний                 |
| 2019 | Бруд                               | The Dirt                        | Nikki Sixx                                 | біографічний                       |
| TBA  | Остання планета                    | The Way of the Wind             |                                            | біблійна драма                     |